# Chrysobothris lateralis
Chrysobothris lateralis är en skalbaggsart som beskrevs av Waterhouse 1887. Chrysobothris lateralis ingår i släktet Chrysobothris och familjen praktbaggar. Inga underarter finns listade i Catalogue of Life.